# Heidemarie Dann
Heidemarie Dann (* 27. März 1950 in Ludwigshafen am Rhein) ist eine deutsche Politikerin und ehemalige Pädagogin. Als Parteilose war sie von 1985 bis 1987 über ein Mandat der Grünen Mitglied des Deutschen Bundestags.
Dann machte das Abitur auf dem zweiten Bildungsweg und studierte danach an der Pädagogischen Hochschule Hannover Pädagogik mit Abschluss für das Lehramt an Grund- und Hauptschule und als Diplom-Pädagogin. Von 1977 bis 1981 arbeitete sie als Pädagogin im autonomen Frauenhaus Hannover. 1981 erhielt sie einen Lehrauftrag der Evangelischen Fachhochschule Hannover, wo sie bis 1985 tätig war.
Dann war bereits ab 1972 in außerparlamentarischen Initiativen aktiv und arbeitete von 1984 bis 1985 als Parteilose im Fraktionsvorstand der Grünen mit. Als solche rückte sie am 2. März 1985 über die Landesliste Niedersachsens für den ausgeschiedenen Abgeordneten Gert Jannsen in den Bundestag nach. Diesem gehörte sie noch bis 1987 an. Dort war sie ab 1985 Mitglied im Ausschuss für Post- und Fernmeldewesen. Außerdem war sie Mitglied der Enquete-Kommission „Chancen und Risiken der Gentechnologie“.